# Falkenberg (Gemeinde in Schweden)
Koordinaten: 56° 54′ N, 12° 30′ O

Falkenberg ist eine Gemeinde (schwedisch kommun) in der schwedischen Provinz Hallands län und der historischen Provinz Halland. Der Hauptort der Gemeinde ist Falkenberg.

## Orte
Die Orte sind größere Ortschaften (tätorter):
| - Årstad - Älvsered - Ätran - Bergagård - Falkenberg - Glommen | - Heberg - Långås - Morup - Ringsegård - Skrea | - Skogstorp - Slöinge - Ullared - Vessigebro - Vinberg |

Kleinere Orte (småorter) sind u. a.:
| - Asige - Fegen | - Köinge - Okome |